# Halsschnur von Bunsoh
Die Halsschnur von Bunsoh ist ein textiles Geflecht aus dem Moor von Bunsoh bei Albersdorf im Kreis Dithmarschen. Vermutlich handelt es sich dabei um die Einfassung des Halsausschnittes eines vergangenen Leinenkittels der Moorleiche von Bunsoh.

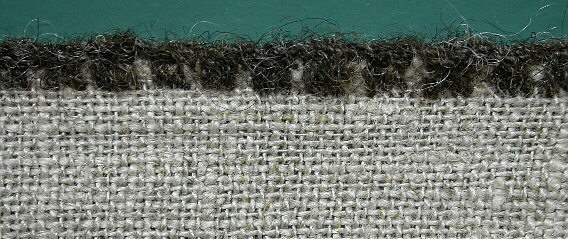
Saumnachbildung

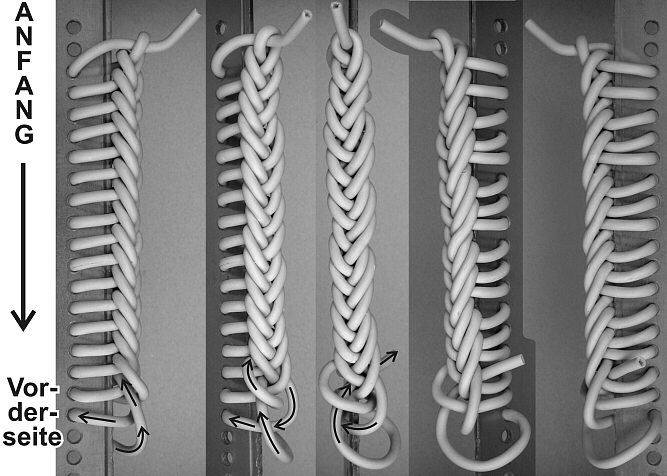
Schema

## Forschungsgeschichte
1890 stießen Torfarbeiter im Bunsoher Moor auf menschliche Knochen. Die stark zerfallene Leiche wurde sorgfältig freigelegt. Bis auf das Wollgeflecht in der Halsgegend war die Leiche unbekleidet. Der Schädel der Leiche schien eingeschlagen. Um die Leiche herum waren einige angespitzte Birkenpfähle positioniert, die durch Birkenreisig miteinander verbunden waren. Zunächst deutete man das Wollgeflecht als die Schnur einer Halsfessel eines zum Tode verurteilten Delinquenten, an dem dieser geführt oder erwürgt wurde.
- Die erste wissenschaftliche Bearbeitung der Halsschnur erfolgte 1907 durch die Archäologin Johanna Mestorf. Sie versuchte vergeblich den Fadenverlauf zu ermitteln und scheiterte mit Versuchen, die Halsschnur nachzuknüpfen. Johanna Mestorf stellte jedoch fest, dass sich das Geflecht bei Zugbelastung auflösen würde und somit zum Binden oder Würgen ungeeignet wäre.[2]
- Die zweite Bearbeitung der Halsschnur erfolgte im Jahre 1941 durch Irmingard Fuhrmann. Ihr gelang es, den Fadenverlauf innerhalb des Geflechts zu ermitteln. Sie stellte fest, dass der Faden häufig in der Verzwirnung durchstochen war und deshalb Häkel-, Strick- oder Flechttechniken ausschieden. Fuhrmann veröffentlichte Fadenverlaufsschemen und knüpfte Repliken der Halsschnur nach. Fuhrmann bestätigte die Annahme Mestorfs, dass die Schnur nicht zum Binden geeignet war und deutete sie als Halsschmuck.[3]
- Weitere Bearbeitungen erfolgten durch Karl Schlabow Mitte des 20. Jahrhunderts, der die bisherigen Erkenntnisse rekapitulierte.[4]
- 2006 erfolgte eine neue Bearbeitung durch Heinke Arnold und Erika Drews. Sie gingen von der Annahme aus, dass es sich um eine Saumnaht eines vergangenen Kleidungsstückes handeln könnte. So könnte dies die wollene Halseinfassung eines leinenen Kittels sein, der durch das saure Milieu des Hochmoores zersetzt wurde. Sie konnten die Halsschnur in allen Details nacharbeiten und schlüssige Nachweise zur Funktion der Halsschnur als Einfassung eines Halsausschnitts erarbeiten.[1]

## Beschreibung
Die Halsschnur ist in zwei Fragmenten von zusammen etwa 59 cm Länge erhalten. Fragment 1 ist 342 und Fragment 2 246 mm lang. Die etwa 0,3 bis 0,6 mm starken Fäden sind sorgfältig in scharfer Z-Drehung gesponnen und anschließend in S-Drehung verzwirnt. Das Geflecht ist in einer komplizierten Nadelbindetechnik hergestellt. Dazu wird der Faden mit einer Nadel von der Innenseite durch den Stoffrand nach außen gestochen und über den Stoffrand wieder von der Innenseite in regelmäßigen Abständen durch den Stoff nach außen geführt. Im weiteren Verlauf wird der über den Stoffrand zurückführende Faden mehrfach in regelmäßigen Mustern über und unter den bisherigen Schlingen hindurchgeführt. Auf der Innenseite des Kleidungsstückes liegen die Fäden in einer gleichmäßigen Anordnung, wohingegen auf der Außenseite die Fäden durch die Verflechtung in Dreiergruppen gegliedert sind. Auf dem Grat des Geweberandes bilden die Fäden ein gleichmäßiges, dekoratives Flechtmuster.
Die ursprüngliche Farbe der heute durch die Lagerung in den Moorsäuren mittel- bis dunkelbraunen Wolle ist nicht untersucht worden. Die Länge von 59 cm entspricht dem Umfang eines Halsausschnittes von Kleidungsstücken, die über den Kopf eines erwachsenen Menschen gezogen werden können. Durch 14C-AMS-Untersuchungen ist ein Alter um 600 n. Chr. anzunehmen.
Die Halsschnur von Bunsoh und die Überreste der Moorleiche werden im Schleswig-Holsteinischen Landesmuseum Schloss Gottorf in Schleswig verwahrt.

## Weblink
- Volker Arnold: Funde im und unterm Moor. In: Moorlandschaft im Wandel. Museum Albersdorf, abgerufen am 2. April 2014 (Informationstafel zu Moorfunden).